# The Unit
The Unit is een Amerikaanse actie-dramaserie op televisie, die over een Amerikaans "Special Operations Forces"-team en hun missies gaat. Daarnaast is te zien wat voor effect deze missies hebben op de familie, vrouwen en vriendinnen van de teamleden. De televisieserie werd voor het eerst uitgezonden op 7 maart 2006 op CBS. De serie is gebaseerd op het boek Inside Delta Force van de producer van de serie, Eric Haney. In de serie zijn veel scènes uit het boek terug te vinden. Op 16 mei werd in de VS de dertiende en laatste aflevering van het seizoen uitgezonden. Het eerste seizoen deed het erg goed, met 15,5 miljoen kijkers was de serie populairder dan bijvoorbeeld 24, ER en Bones. Na het eerste seizoen zakten de kijkcijfers. Het tweede seizoen is volledig uitgezonden, in Amerika zond men vanaf september 2008 seizoen 4 uit.
Buiten de Verenigde Staten werd de serie ook uitgezonden. In het Verenigd Koninkrijk werd de serie sinds 3 oktober 2006 uitgezonden, in Australië sinds 11 oktober en in Nederland vanaf 16 januari 2007 (door RTL 5) In Nederland onderbrak The Unit daarmee de uitzendingen van Prison Break.

## Opzet
The Unit is een organisatie van de US Army, die te vergelijken is met Delta Force. The Unit is onder de dekmantel van 303rd Logistical Studies Group gehuisvest in het fictieve Fort Griffith. Aan het hoofd staat kolonel Tom Ryan. De eenheid zelf bestaat uit sergeant-majoor Jonas Blane en zijn sergeanten Mack Gerhardt, Bob Brown, Charles Grey en Hector Williams. Hun werk is topgeheim, waardoor zelfs hun vrouwen niet weten waar ze mee bezig zijn. Bridget Sulivan is een vrouw die onofficieel met The Unit samenwerkt. Vanaf seizoen 4 is er een nieuwe teamlid bij gekomen genaamd Sam McBride, hij is het jongste lid van de eenheid.

## Rolverdeling
| Acteur                | Rol                                  | Codenaam     | Seizoen |
| --------------------- | ------------------------------------ | ------------ | ------- |
| Dennis Haysbert       | Sergeant Major Jonas Blane           | Snake Doctor | 1–4     |
| Regina Taylor         | Molly Blane                          |              | 1–4     |
| Scott Foley           | Sergeant First Class Bob Brown       | Cool Breeze  | 1–4     |
| Audrey Marie Anderson | Kim Brown                            |              | 1–4     |
| Max Martini           | Master Sergeant Mack Gerhardt        | Dirt Diver   | 1–4     |
| Abby Brammell         | Tiffy Gerhardt                       |              | 1–4     |
| Robert Patrick        | Colonel Tom Ryan                     | Dog Patch 06 | 1–4     |
| Michael Irby          | Sergeant First Class Charles Grey    | Betty Blue   | 1–4     |
| Demore Barnes         | Sergeant First Class Hector Williams | Hammerhead   | 1–3     |
| Nicole Steinwedell    | Warrant Officer One Bridget Sullivan | Red Cap      | 4       |
| Wes Chatham           | Staff Sergeant Sam McBride           | Whiplash     | 4       |
| Kavita Patil          | Sergeant Kayla Medawar               |              | 1–4     |
| Susan Matus           | Sergeant Sarah Irvine                |              | 2–4     |
| Rebecca Pidgeon       | Charlotte Ryan                       |              | 1–4     |
| Summer Glau           | Crystal Burns                        |              | 2       |
| Daniel Wisler         | Jeremy Erhart                        |              | 2       |
| Alyssa Shafer         | Serena Brown                         |              | 1-4     |